# 서재경
서재경(1982년 6월 14일 ~ )은 대한민국의 배우이다.

## 학력
- 1995년 ~ 1998년 중흥중학교
- 1998년 ~ 2001년 심원고등학교
- 2001년 ~ 2005년 동국대학교 연극학과

## 경력
- 2013년 TH액팅아카데미 원장

## 생애
본관은 이천이며 아버지는 연극 배우였던 서희승이다. 1990년 뮤지컬 《고향의 민들레》로 첫 데뷔하였다. 1997년 KBS 연기대상 아역상을 수상하였다.

## 연기 활동

### 영화
- 1993년 《참견은 노 사랑은 오예》 - 기호 역
- 2000년 《스트라이커》 - 남기철 역
- 2002년 《성냥팔이 소녀의 재림》 - 수험생 역
- 2003년 《와일드 카드》 - 김민기 역
- 2003년 《봄 여름 가을 겨울 그리고 봄》 - 소년승 역
- 2005년 《웰컴 투 동막골》 - 문상상 역
- 2008년 《너를 잊지 않을 거야》 - 양민수 역

### 드라마
| 연도      | 방송사 | 제목                          | 역할        | 비고 |
| --------- | ------ | ----------------------------- | ----------- | ---- |
| 1991      | MBC    | 한지붕 세가족                 | 병식        |      |
| 1991      | MBC    | 전원일기                      |             |      |
| 1991      | KBS1   | 바람꽃은 시들지 않는다        |             |      |
| 1991-1994 | SBS    | 목소리를 낮춰요               |             |      |
| 1992      | MBC    | 우리들의 천국                 |             |      |
| 1995-1996 | MBC    | 사춘기                        | 김재경      |      |
| 1996      | KBS2   | 드라마게임 - 소년기           |             |      |
| 1996      | KBS2   | 스타트                        |             |      |
| 1997      | SBS    | 여자                          |             |      |
| 1997      | KBS1   | 초원의 빛                     | 어린 박수영 |      |
| 1997-1998 | KBS    | 신세대 보고 - 어른들은 몰라요 |             |      |
| 1997-1998 | KBS2   | 그대 나를 부를 때             |             |      |
| 1998-1999 | KBS2   | 종이학                        | 서은상      |      |
| 1999      | SBS    | 카이스트                      |             |      |
| 1999      | MBC    | 사랑해 당신을                 |             |      |
| 1999      | KBS2   | 누나의 거울                   |             |      |
| 2000      | KBS1   | 학교 3                        | 조달식      |      |
| 2001      | KBS2   | 인생은 아름다워               |             |      |
| 2006      | MBC    | MBC 베스트극장 - 눈물의 기원  | 최요한      |      |
| 2007      | KBS1   | 하늘만큼 땅만큼               | 석지웅      |      |
| 2007      | MBC    | 신 현모양처                   |             |      |
| 2012      | TvN    | 결혼의 꼼수                   | 김순돌      |      |

### 시트콤
- 1997년 MBC 《남자 셋 여자 셋》
- 1998년 SBS 《순풍산부인과》
- 1998년 MBC 《여자 대 여자》
- 1998년 MBC 《아니 벌써》
- 2000년 KBS 2TV 《멋진 친구들》 - 이정민 역
- 2005년 MBC 《레인보우 로망스》 - 김재경 역

### 뮤지컬
- 1990년 《고향의 민들레》

### 더빙
- 1995년 《토이 스토리》 - 시드 필립스 역
- 1998년 《라이온 킹 2》 - 누카 역
- 1999년 《타잔》 - 사냥꾼 역

## 연기 외 활동

### 텔레비전 프로그램
- 2001년 KBS 1TV 《열린음악회》

### 교양 프로그램
- 2017년 KBS 2TV 《생방송 아침이 좋다》

## 광고
- 1995년 공익광고협의회 어른 공경 공익광고 (with 채림)
- 1996년 농심 카프리썬
- 2000년 롯데네슬레코리아 네스카페 (with 천정명)
- 2000년 오리온 초코파이 (with 남창희)

## 수상
- 1997년 KBS 연기대상 아역상 - 《초원의 빛》